# Kalyn Ponga

a Compétitions nationales et continentales officielles uniquement.

b Matchs officiels uniquement.
Kalyn Ponga, né le 30 mars 1998 à Port Hedland (Queensland), est un joueur australien de rugby à XIII évoluant au poste d' arrière, de demi d'ouverture ou d'ailier dans les années 2010 et 2020.
Né en Australie, ayant grandi entre ce dernier et la Nouvelle-Zélande, Kalyn Ponga performe dans de nombreux sports dans son enfance du golf au rugby à XIII en passant par le football australien et le rugby à XV. Il opte finalement pour le rugby à XIII et devient avant même ses seize ans une attraction que de nombreux clubs de National Rugby League souhaitent recruter. Ce sont finalement les North Queensland Cowboys qui obtiennent sa signature et avec lequel il fait ses débuts en NRL en 2016. Après deux années chez ce dernier, il s'engage avec les Newcastle Knights en 2018. Il en prend le capitanat et devient l'un des tous meilleurs joueurs de rugby à XIII en étant nommé meilleur joueur et meilleur arrière de la NRL en 2023.
Longtemps courtisé par les sélections d'Australie et de Nouvelle-Zélande, il se consacre avant tout à son club pour se donner les moyens de remporter le titre et décline jusqu'à maintenant toute convocation. Il prend toutefois la décision de disputer le State of Origin avec la sélection du Queensland depuis 2018, remportant la série en 2022.

## Biographie
Né à Port Hedland, Ponga a une ascendance maori par son père néo-zélandais André. Il vit son enfance à Mount Isa avant de déménager en 2006 en Nouvelle-Zélande à Palmerston North. Il y reste cinq années s'essayant à de nombreuses disciplines sportives dont le rugby à XIII, le hockey, le rugby à XV, le golf et le football. En 2010, il remporte le titre national de Nouvelle-Zélande de golf des moins de treize ans.
En 2011, sa famille revient en Australie en s'établissant à Mackay. Ponga décide alors de joueur au rugby à XIII et est retenu dans l'école d'Australie des moins de quinze ans. En décembre 2013, il paraphe un contrat avec les Cowboys du North Queensland après avoir été approché par les Brisbane Broncos, Melbourne Storm, Sydney Roosters (rugby à XIII), Queensland Reds (rugby à XV) et les Brisbane Lions (football australien).
Il fait ses grands débuts en National Rugby League à seulement dix-huit ans en disputant deux matchs de la phase finale à la suite de la blessure d'Antonio Winterstein, la première contre les Broncos de Brisbane et la seconde contre les Sharks de Cronulla-Sutherland.

## Palmarès
- Collectif :
  - Vainqueur du State of Origin : 2022 (Queensland).
  - Vainqueur de la Coupe du monde de rugby à neuf : 2019 (Australie).
  - Finaliste de la National Rugby League : 2017 (North Queensland).

- Individuel : 
  - Élu meilleur joueur de la National Rugby League : 2023 (Newcastle).
  - Élu meilleur arrière de la National Rugby League : 2023 (Newcastle).

### Détails en club
| Saison | Saison           | Championnat | Championnat  | Championnat | Championnat | Championnat | Championnat | Championnat | State of Origin | State of Origin | State of Origin | State of Origin | State of Origin | State of Origin | State of Origin | Sélection | Sélection | Sélection | Sélection | Sélection | Sélection | Sélection |
| Saison | Saison           | Comp.       | Class.       | M           | Pts         | Ess.        | Buts        | Dp.         | Ed.             | Rés.            | M               | Pts             | Ess.            | Buts            | Dp.             | Compet.   | M         | Pts       | Ess.      | Buts      | Dp.       |           |
| ------ | ---------------- | ----------- | ------------ | ----------- | ----------- | ----------- | ----------- | ----------- | --------------- | --------------- | --------------- | --------------- | --------------- | --------------- | --------------- | --------- | --------- | --------- | --------- | --------- | --------- | --------- |
| 2016   | North Queensland | NRL         | Finale prél. | 2           | -           | -           | -           | -           |                 |                 |                 |                 |                 |                 |                 |           |           |           |           |           |           |           |
| 2017   | North Queensland | NRL         | Finaliste    | 7           | 12          | 3           | -           | -           |                 |                 |                 |                 |                 |                 |                 |           |           |           |           |           |           |           |
| 2018   | Newcastle        | NRL         | 11e          | 20          | 78          | 6           | 27          | -           | 2018            | Perdant         | 1               | -               | -               | -               | -               |           |           |           |           |           |           |           |
| 2019   | Newcastle        | NRL         | 11e          | 20          | 140         | 11          | 48          | -           | 2019            | Perdant         | 2               | 8               | -               | 4               | -               |           |           |           |           |           |           |           |
| 2020   | Newcastle        | NRL         | 1er tour     | 19          | 132         | 10          | 46          | -           |                 |                 |                 |                 |                 |                 |                 |           |           |           |           |           |           |           |
| 2021   | Newcastle        | NRL         | 1er tour     | 15          | 52          | 8           | 10          | -           | 2021            | Perdant         | 1               | -               | -               | -               | -               |           |           |           |           |           |           |           |
| 2022   | Newcastle        | NRL         | 14e          | 14          | 40          | 4           | 12          | -           | 2022            | Vainqueur       | 3               | 4               | 1               | -               | -               |           |           |           |           |           |           |           |
| 2023   | Newcastle        | NRL         | 2e tour      | 20          | 128         | 9           | 46          | -           |                 |                 |                 |                 |                 |                 |                 |           |           |           |           |           |           |           |
| 2024   | Newcastle        | NRL         | 1er tour     | 16          | 104         | 3           | 46          | -           | 2024            | Perdant         | 1               | -               | -               | -               | -               |           |           |           |           |           |           |           |
| 2025   | Newcastle        | NRL         |              |             |             |             |             |             |                 |                 |                 |                 |                 |                 |                 |           |           |           |           |           |           |           |